# Dominic Inglot
Dominic Inglot (Londres, Anglaterra, 6 de març de 1986) és un tennista professional anglès retirat, especialista en la categoria de dobles.
Va guanyar un total de catorze títols de dobles masculins en el circuit ATP que li van permetre arribar al 18è lloc del rànquing mundial. Individualment va disputar molt pocs partits en el circuit professional ja que només va arribar al lloc 561 del rànquing. Va ser integrant de l'equip de la Copa Davis britànic i va participar en la final que van guanyar l'any 2015, primer títol del Regne Unit en 79 anys.

## Biografia
Inglot va néixer a Londres, fill d'Elizabeth i Andrei Inglot, que fou jugador professional de futbol a Polònia, i té un germà més petit anomenat Alex. Parla amb fluïdesa anglès i polonès.
En la pel·lícula Wimbledon (2004) fou escollit com a doble de l'actor Paul Bettany.

## Palmarès

### Dobles masculins: 27 (14−13)
| Llegenda                          |
| --------------------------------- |
| Grand Slams (0−0)                 |
| ATP Finals (0−0)                  |
| ATP World Tour Masters 1000 (0−0) |
| ATP World Tour 500 (3−1)          |
| ATP World Tour 250 (11−12)        |

| Títols per superfície |
| --------------------- |
| Dura (7−9)            |
| Gespa (4−1)           |
| Terra batuda (3−3)    |

| Resultat  | Núm. | Data                   | Torneig                         | Superfície   | Parella              | Oponents                        | Marcador               |
| --------- | ---- | ---------------------- | ------------------------------- | ------------ | -------------------- | ------------------------------- | ---------------------- |
| Finalista | 1.   | 15 d'abril de 2012     | Houston, Estats Units           | Terra batuda | Treat Huey           | James Blake Sam Querrey         | 6−7(14), 3−6           |
| Guanyador | 1.   | 5 d'agost de 2012      | Washington DC, Estats Units     | Dura         | Treat Huey           | Kevin Anderson Sam Querrey      | 7−6(7), 6−7(9), [10−5] |
| Finalista | 2.   | 28 d'octubre de 2012   | Basilea, Suïssa                 | Dura (i)     | Treat Huey           | Daniel Nestor Nenad Zimonjić    | 5−7, 7−6(4), [5−10]    |
| Finalista | 3.   | 25 de maig de 2013     | Düsseldorf, Alemanya            | Terra batuda | Treat Huey           | Andre Begemann Martin Emmrich   | 5−7, 2−6               |
| Finalista | 4.   | 24 d'agost de 2013     | Winston-Salem, Estats Units     | Dura         | Treat Huey           | Daniel Nestor Leander Paes      | 6−7(10), 5−7           |
| Finalista | 5.   | 22 de setembre de 2013 | Sant Petersburg, Rússia         | Dura (i)     | Denis Istomin        | David Marrero Fernando Verdasco | 6−7(6), 3−6            |
| Guanyador | 2.   | 27 d'octubre de 2013   | Basilea                         | Dura (i)     | Treat Huey           | Julian Knowle Oliver Marach     | 6−3, 3−6, [10−4]       |
| Guanyador | 3.   | 21 de juny de 2014     | Eastbourne, Regne Unit          | Gespa        | Treat Huey           | Alexander Peya Bruno Soares     | 7−5, 5−7, [10−8]       |
| Finalista | 6.   | 17 de gener de 2015    | Auckland, Nova Zelanda          | Dura         | Florin Mergea        | Raven Klaasen Leander Paes      | 6−7(1), 4−6            |
| Finalista | 7.   | 8 de febrer de 2015    | Montpeller, França              | Dura (i)     | Florin Mergea        | Marcus Daniell Artem Sitak      | 6−3, 4−6, [14−16]      |
| Guanyador | 4.   | 29 d'agost de 2015     | Winston-Salem                   | Dura         | Robert Lindstedt     | Eric Butorac Scott Lipsky       | 6−2, 6−4               |
| Finalista | 8.   | 12 de juny de 2016     | 's-Hertogenbosch, Països Baixos | Gespa        | Raven Klaasen        | Mate Pavić Michael Venus        | 6−3, 3−6, [9−11]       |
| Guanyador | 5.   | 25 de juny de 2016     | Nottingham, Regne Unit          | Gespa        | Daniel Nestor        | Ivan Dodig Marcelo Melo         | 7−5, 7−6(4)            |
| Guanyador | 6.   | 25 de setembre de 2016 | Sant Petersburg                 | Dura (i)     | Henri Kontinen       | Andre Begemann Leander Paes     | 4−6, 6−3, [12−10]      |
| Finalista | 9.   | 26 de febrer de 2017   | Marsella, França                | Dura (i)     | Robin Haase          | Julien Benneteau Nicolas Mahut  | 4−6, 7−6(9), [5−10]    |
| Guanyador | 7.   | 16 d'abril de 2017     | Marràqueix, Marroc              | Terra batuda | Mate Pavić           | Marcel Granollers Marc López    | 6−4, 2−6, [11−9]       |
| Finalista | 10.  | 25 de febrer de 2018   | Marsella (2)                    | Dura (i)     | Marcus Daniell       | Raven Klaasen Michael Venus     | 7−6(2), 3−6, [4−10]    |
| Guanyador | 8.   | 29 d'abril de 2018     | Budapest, Hongria               | Terra batuda | Franko Škugor        | Matwé Middelkoop Andrés Molteni | 6−7(8), 6−1, [10−8]    |
| Guanyador | 9.   | 6 de maig de 2018      | Istanbul, Turquia               | Terra batuda | Robert Lindstedt     | Ben McLachlan Nicholas Monroe   | 3−6, 6−3, [10−8]       |
| Guanyador | 10.  | 17 de juny de 2018     | 's-Hertogenbosch                | Gespa        | Franko Škugor        | Raven Klaasen Michael Venus     | 7−6(3), 7−5            |
| Guanyador | 11.  | 28 d'octubre de 2018   | Basilea (2)                     | Dura (i)     | Franko Škugor        | Alexander Zverev Mischa Zverev  | 6−2, 7−5               |
| Guanyador | 12.  | 16 de juny de 2019     | 's-Hertogenbosch (2)            | Gespa        | Austin Krajicek      | Marcus Daniell Wesley Koolhof   | 6−4, 4−6, [10−4]       |
| Guanyador | 13.  | 28 de juliol de 2019   | Atlanta, Estats Units           | Dura         | Austin Krajicek      | Bob Bryan Mike Bryan            | 6−4, 6−7(5), [11−9]    |
| Finalista | 11.  | 3 d'agost de 2019      | Los Cabos, Mèxic                | Dura         | Austin Krajicek      | Romain Arneodo Hugo Nys         | 5−7, 7−5, [14−16]      |
| Finalista | 12.  | 9 de febrer de 2020    | Marsella (3)                    | Dura (i)     | Aisam-ul-Haq Qureshi | Nikola Ćaćić Mate Pavić         | 4−6, 7−6(4), [4−10]    |
| Guanyador | 14.  | 16 de febrer de 2020   | Nova York, Estats Units         | Dura (i)     | Aisam-ul-Haq Qureshi | Steve Johnson Reilly Opelka     | 7−6(5), 7−6(6)         |
| Finalista | 13.  | 21 de maig de 2021     | Estoril, Portugal               | Terra batuda | Luke Bambridge       | Hugo Nys Tim Pütz               | 5−7, 6−3, [3−10]       |

## Trajectòria

### Dobles masculins
| Open d'Austràlia | A   | A   | A     | 1R          | QF          | QF          | 3R    | 3R          | QF          | 2R          | 1R          | 2R    | 2R  | 0 / 10    | 16 – 10   |
| Roland Garros | A   | A   | 3R    | 3R          | 2R          | A           | A     | 1R          | 1R          | 1R          | 1R          | 1R    | A   | 0 / 8     | 5 – 8     |
| Wimbledon | 3R  | A   | 1R    | 3R          | 1R          | 2R          | 2R    | 1R          | SF          | 1R          | NC          | 2R    | A   | 0 / 10    | 11 – 10   |
| US Open | A   | A   | 2R    | QF          | 1R          | SF          | 1R    | 1R          | 3R          | 1R          | 1R          | 2R    | A   | 0 / 10    | 11 – 10   |
| Jocs Olímpics | NC  | NC  | A     | No celebrat | No celebrat | No celebrat | 1R    | No celebrat | No celebrat | No celebrat | No celebrat | A     | NC  | 0 / 1     | 0 – 1     |
| Total Victòries–Derrotes                                                                                                   | 2−3 | 0−0 | 18−14 | 34−26       | 20−25       | 34−21       | 31−23 | 25−23       | 37−22       | 22−25       | 10−9        | 15−17 | 1−3 | 249 – 211 | 249 – 211 |
| Rànquing a final d'any | 116 | 540 | 40    | 28          | 48          | 23          | 43    | 51          | 20          | 60          | 60          | 60    | –   |           |           |
| Llegenda: G: Guanyador; F: Finalista; SF: Semifinalista; QF: Quarts de final; Q: Qualificació; A: Absent; RR: Round Robin; |     |     |       |             |             |             |       |             |             |             |             |       |     |           |           |

### Dobles mixts
| Open d'Austràlia | A  | A  | 2R | A  | 1R | A  | A  | 1R | 0 / 3 | 1 – 3 |
| Roland Garros | A  | A  | 2R | A  | A  | QF | 2R | 1R | 0 / 3 | 4 – 3 |
| Wimbledon | 3R | 2R | 2R | 1R | 2R | 1R | 1R | A  | 0 / 7 | 5 – 7 |
| US Open | A  | A  | A  | 1R | 2R | A  | A  | A  | 0 / 2 | 1 – 2 |
| Llegenda: G: Guanyador; F: Finalista; SF: Semifinalista; QF: Quarts de final; Q: Qualificació; A: Absent; RR: Round Robin; |    |    |    |    |    |    |    |    |       |       |